# Eemil Saarimaa
Eemil Arvi Saarimaa (till 1905 Söderholm), E.A. Saarimaa, född 13 maj 1888 i Virmo, död 23 januari 1966 i Helsingfors, var en finländsk modersmålslärare. 
Saarimaa blev filosofie kandidat 1910 och undervisade från 1912 i modersmålet i Helsingfors, längst som överlärare vid normallyceet för flickor 1934–1952. Han var en auktoritet på finsk språkvård, med en puristisk ståndpunkt bland annat i Huonoa ja hyvää suomea (1930), som 1947 utkom i en ny, reviderad upplaga under titeln Kielenopas. Han tilldelades professors titel 1950.